# Homatula anguillioides
Homatula anguillioides es una especie de peces de la familia Balitoridae en el orden de los Cypriniformes.

## Distribución geográfica
Se encuentra en Yunnan (China) y en la cuenca del río Mekong.

## Hábitat
Es un pez de agua dulce.